# ویلیام بارت
ویلیام کریستوفر بارت (۱۹۱۳–۱۹۹۲) فیلسوف اگزیستانسیالیست و استاد فلسفه در دانشگاه نیویورک از سال ۱۹۵۰ تا ۱۹۷۹ بود. بارت در سن ۱۵ سالگی تحصیلات پس از دبیرستان را در کالج شهر نیویورک آغاز کرد. او دکترای خود را از دانشگاه کلمبیا دریافت کرد. او سردبیر پارتیزان ریویو و سپس منتقد ادبی مجله ماهانه آتلانتیک بود. بارت آثار فلسفی برای افراد غیرمتخصص نوشت، از جمله انسان غیر منطقی و توهم تکنیک، که در دست چاپ باقی مانده‌است.
بارت در سال ۱۹۹۲ در سن ۷۸ سالگی بر اثر سرطان مری درگذشت.
قانون بارت به افتخار او نامگذاری شده‌است.